# Паредес Кандия, Антонио
Хосе Антонио Паредес Кандия (исп. José Antonio Paredes Candia, 1924 −2004) — боливийский писатель, историк и фольклорист, автор многочисленных работ о мифах, легендах, традициях народов Боливии.

## Биография

### Детство
Хосе Антонио Паредес Кандия родился в Ла-Пасе в семье известного боливийского историка Мануэля Ригоберто Паредеса Итурри и Хейди Кандии Торрико. От матери Хосе Антонио унаследовал страсть к литературе, а от отца — талант исследователя. Мануэль Ригоберто был отцом 18 детей и владельцем отеля, построенного в том же месте, что и их старый дом. Среди братьев и сестёр Антонио были Орест, Мерседес, Эльса Паредес де Саласар — журналистка и общественный деятель, а также эксцентричный бизнесмен Ригоберто Паредес Кандия.
Детство Антонио провёл в доме родителей, расположенном на севере Ла-паса, на пересечении улиц Сукре и Жунин. По иронии судьбы, Антонио умер 80 лет спустя в этом же самом доме.
Мать Антонио была широко известна своей любовью к литературе и классической музыке. Она часто музицировала дома, исполняя под гитару известные оперные арии. Вдохновлённый атмосферой в доме родителей, Антонио с раннего возраста занялся литературным творчеством.
Антонио учился в средней школе Феликса Рейеса Ортиса, где учился вместе с Раулем Сальмоном де ла Барра, который впоследствии стал известным деятелем боливийского народного театра.

## Юность
Когда Антонио исполнилось 20 лет, он поступил на военную службу в «полк Абароа», располагавшийся в городе Ла-Пас, где прослужил около двух лет. Пребывание на военной службе оказало значительное влияние на его взгляды и жизненный опыт. После прохождения военной службы Антонио на протяжении ряда лет в течение 1940—1950-х годов занимался преподавательской деятельностью, которую вёл в нескольких горных шахтерских центрах и на юге страны. Чтобы довести знания до неграмотного населения, Антонио излагал свои мысли очень простым языком, который впоследствии использовал в своих книгах. Наряду с преподаванием, он создал собственный кукольный театр с куклами-актёрами и совершал поездки по самым отдалённым деревням, привозя с собой коробками с книгами и своих марионеток. В этот период он стал знаковой фигурой в сельской глубинке и получил прозвище «дядя Антонио» (исп. Tío Antonio), которым его величали в селениях индейцев аймара.

## Зрелость
За время своей просветительской деятельности Антонио ясно видел, что большинство населения не имеет доступа к культурным ценностям, включая литературу. В связи с этим он организовал «уличную ярмарку популярной культуры» для продажи книг на улице. Несколько боливийских писателей присоединились к этой знаменитой ярмарке, и в настоящее время она постоянно проходят в Ла-Пасе в пассаже Мария Нуньес-дель-Прадо.
Паредес Кандия является автором более 100 книг об обычаях, традициях, легендах, ремёслах народов Боливии, которые создавал самостоятельно, без чьей-либо спонсорской помощи или грантов. Писатель отличался неизменным чувством юмора и большой любовью к детям и животным. в частности своей собачке Изольде, сопровождавшей его на протяжении многих лет.
Паредес Кандия не был женат, но усыновил сына своего друга детства, которого встретил на ранчо отца. Его приёмный сын — Уаскар Паредес Кандия — является единственным наследником писателя и отвечает за сбор книг и их публикацию.
В последние годы своей жизни Антонио Паредес Кандия решил подарить свою коллекцию произведений искусства городу Эль-Альто. По имеющимся оценкам, эта коллекция боливийских произведений искусства, скульптур и археологических памятников стоила полмиллиона долларов. Наследие писателя с 2002 года находится в музее искусств города Эль-Альто, одном из крупнейших музеев Боливии.
В 2004 году у писателя выявили рак печени. После этого Паредеса Кандия поселили в отеле «Виктория», расположенном в Ла-Пасе на улице Сукре и принадлежавшем его младшему брату Ригоберто. Отель был построен на том же месте, что и дом, в котором родился Антонио. В этом отеле писатель провёл свои последние недели, и встречи с писателем в это время искали многочисленные посетители, поклонники его творчества и деятельности. Перед смертью Паредес Кандия удостоен звания Honoris Causa в Университете Франца Тамайо города Ла-Пас, а затем получил несколько других наград от властей города.
Паредес Кандия умер 12 декабря 2004 года, после чего был похоронен в городе Эль-Альто. Похороны состоялись в соответствии с распоряжениями писателя, сделанными им при жизни. Так, согласно его последней воле, он был похоронен у ворот у входа в музей, между двумя слоями известняка. На могиле писателя был установлен памятник, изображавший Антонио в том виде, в каком он был широко известен публике — длинное пальто, шарф и зонт, как у старомодного джентльмена. На надгробной плите нанесена надпись «Прах к праху». Могила Антонио, по его замыслу, должна выполнять роль хранителя музейной коллекции — «Мои останки похоронены в музее, чтобы сохранить всё это наследие, и если кто осмелится взять картину или произведение искусства, я возьму его с собой. Будь осторожен».
Книги Паредеса Кандия являются одними из самых читаемых в Боливии, особенно книги для детей, которые включены в программу для начальной школы, при этом длительное время не переиздаются, что вызывает возмущение общественности страны.
На въезде в Сьюдад-Сателлит (пригород Мехико) установлен памятник Паредесу Кандия.

## Награды
- «Парламентский орден за демократические заслуги Марсело Кирога Санта-Крус» почетного конгресса Боливии.
- «Благородный покровитель искусства и культуры» правительства города Эль-Альто.
- Медаль Симона Боливара.
- «Медаль за культурные заслуги» от президента Карлоса Меса Гисберта.
- В честь Антонино Паредеса Кандия названа крупнейшая школа города Эль-Альто.
- Образовательное подразделение «Антонио Паредес Кандия» в городе Эль-Альто носит его имя.
- Музей искусств города Эль-Альто носит его имя.
- Доктор Honoris Causa университета имени Франца Тамайо.